# Ishak-beg Tomašević
Ishak-beg Tomašević (* 1456 als Zilmunt Kotromanić; † nach 1490) war ein bosnischer Prinz und osmanischer Heerführer.

## Biographie
Ishak-beg Tomašević war der Sohn des bosnischen Königs Stjepan Tomaš und seiner zweiten Frau Katarina Kosača-Kotromanić, der Tochter des Herzogs der Herzegowina Stjepan Vukčić Kosača. Während der osmanischen Besetzung Bosniens 1463 wurde er zusammen mit seiner Schwester Katarina gefangen genommen. Zilmunt (verdeutscht Sigismund) wurde in Konstantinopel erzogen, konvertierte dort zum Islam und wechselte den Namen zu Ishak. Im Jahre 1485 wurde er Sandžak-beg der Provinz Karası in Anatolien. Ishak-beg war an einigen Schlachten beteiligt, höchstwahrscheinlich auch an der Schlacht auf dem Krbava-Feld. In der türkischen Geschichtsschreibung ist er als Ishak Bey Kraloğlu oder auch Ishak-beg Kıral-oğlu (= Sohn des Königs) bezeichnet.